# Бардах, Яков Юлиевич
Яков Юльевич (Юдович, Иудович) Бардах (декабрь 1857 — 17 июня 1929) — российский и советский бактериолог, доктор медицины, педагог, основатель и руководитель первой бактериологической станции Российский империи в Одессе.

## Биография
Из еврейской семьи, сын видного учёного-гебраиста Юлия Меировича (Марковича) Бардаха (1827 — 24 января 1903, Одесса), переводчика с древнееврейского и арамейского языков. Окончил Ришельевскую гимназию, в 1875 году поступил на естественное отделение физико-математического факультета Новороссийского университета (ныне — Одесский национальный университет имени И. И. Мечникова) в 1880—1883 годах получал дополнительное медицинское образование в Императорской военно-медицинской академии. После этого вернулся в Одессу и 11 июня 1886 года основал в городе первую в России бактериологическую станцию, где приготовлялись прививки и вакцины от различных болезней человека и животных; первым в России начал вакцинацию против бешенства. В 1891 году из-за антисемитизма одесских городских властей был отстранён от руководства станцией, однако остался работать на ней. В 1894 году защитил в Московском университете докторскую диссертацию. В 1895 году был назначен приват-доцентом бактериологии на физико-математическом факультете Новороссийского университета (ныне — Одесский национальный университет имени И. И. Мечникова), с 1896 года преподавал курс микробиологии на публичных курсах Общества естествоиспытателей, вёл также активную научную работу по микробиологическому изучению одесских водоёмов, полей орошения, лечебных свойств лиманной грязи. Он также активно занимался благотворительностью, организовывал бесплатные начальные школы для детей из бедных семей, был основателем или председателем целого ряда медицинских общественных организаций, неоднократным участником различных российских и международных медицинских конгрессов.
В 1922 году стал заведующим кафедрой микробиологии в Институте народного образования, в 1927 году — председателем Озёрной комиссии по исследованию солёных озёр Черноморского и Азовского побережий. В 1920 году основал в Одессе клинический институт, в 1927 году — институт усовершенствования врачей, возглавив оба учреждения.
Основные работы: «Исследование по дифтерии» (М., 1884); «Публичные лекции по бактериологии» (Одесса, 1896).

## Семья
- Жена — Генриетта Яковлевна Кон (1880—1958).
  - Сыновья — Михаил Яковлевич Бардах (1899—?)[2], врач, научный сотрудник кафедры профилактической медицины Одесского медицинского института;
  - Евгений Яковлевич Бардах (1900—1946)[3], инженер по холодильной технике, кандидат технических наук;
  - Александр Яковлевич Бардах (1902—1988), лингвист, педагог.